# The Presidents of the United States of America
The Presidents of the United States of America, PUSA, var ett amerikansk rockgrupp från Seattle, Washington. Bandet bildades 1993 och splittrades 1998, för att återförenas igen temporärt år 2000 och spelade in singeln Jupiter och senare albumet Freaked Out And Small. Bandet upplöstes sedan, men förenades åter igen 2004. Bandet består av Chris Ballew (”basitar”, sång), Dave Dederer (”guitbass”, sång), Jason Finn (trummor) och nyaste medlemmen Andrew McKeag (”guitbass”, sång). ”Guitbass” och ”basitar” är vanliga gitarrer som ändrats så att de har tre respektive två strängar i stället för de brukliga sex strängarna. Idén till instrumenten guitbass och basitar kom från Mark Sandman, frontman i bandet Morphine.

## Medlemmar
Senaste medlemmar
- Chrisopher "Chris" Ballew (f. 28 maj 1965 i Seattle, Washington) – sång, basgitarr, basitar (1993–2016)
- Jason Finn (f. 27 oktober 1967 i Seattle, Washington) – trummor, sång (1993–2016)
- Andrew McKeag – gitarr, guitbass, sång (2004–2016)

Tidigare medlemmar
- Dave Dederer (f. 5 oktober 1964 i Seattle, Washington) – gitarr, guitbass, sång (1993–2005)

Bilder

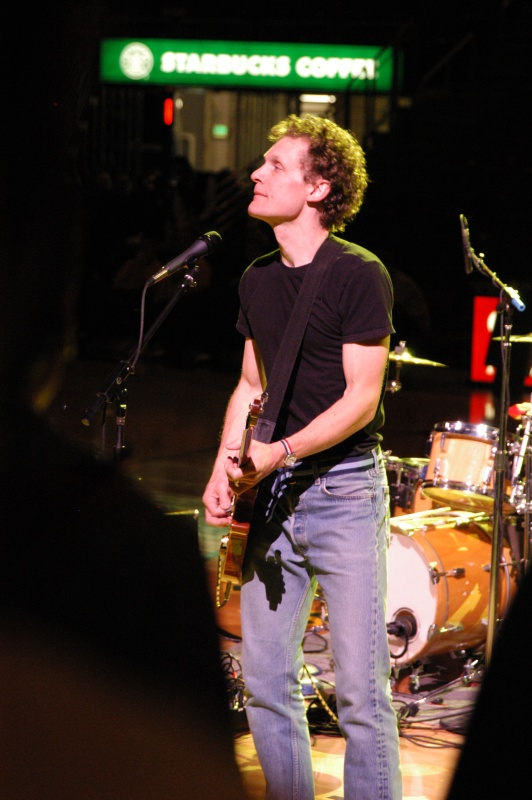
Dave Dederer
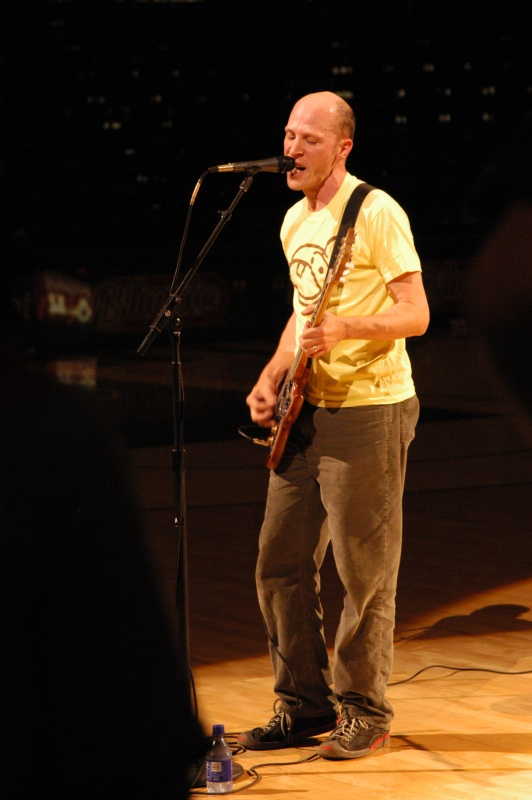
Chris Ballew
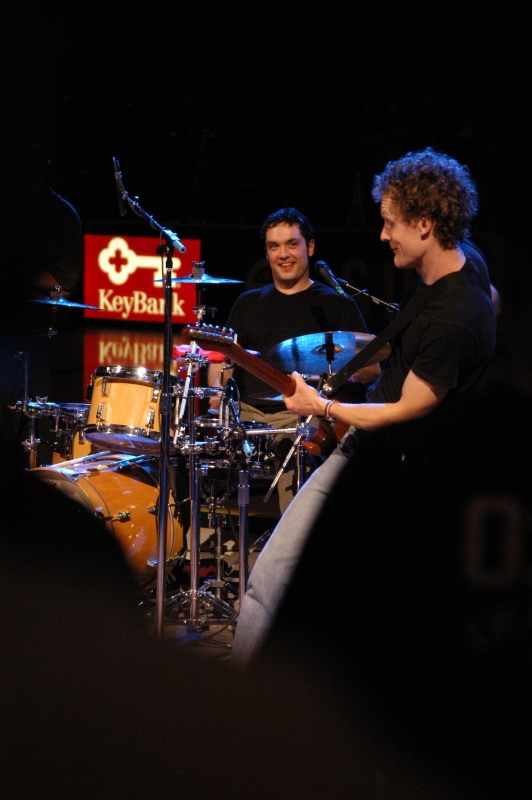
Jason Finn, Dave Dederer
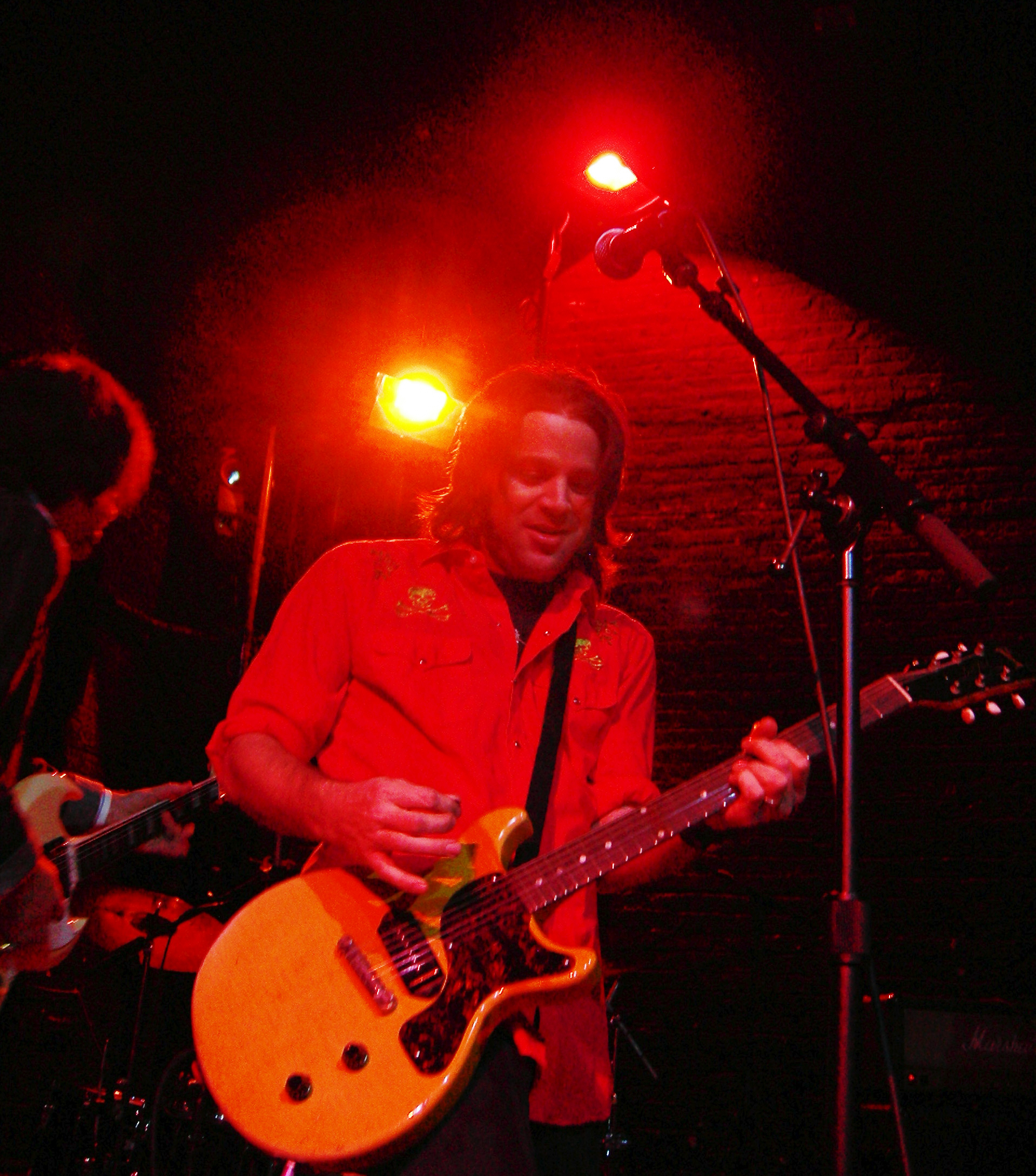
Andrew McKeag

## Diskografi
Studioalbum
- The Presidents of the United States of America – 1995
- II – 1996
- Rarities – 1997
- Freaked Out And Small – 2000
- Love Everybody – 2004
- These Are The Good Times People – 2008
- Kudos to You! – 2014

Livealbum
- Thanks for the Feedback – 2014

EP
- 3 Song Bonus CD – 1996
- Ça plane pour moi – 1996
- Dune Buggy: Australian Tour EP – 1996
- Peaches & Live – 1996
- 5 temas grabados en directo en exlusiva para 40 principales – 2001
- Munky River – 2005
- Daytrotter Session – 2007
- Get Back in the Van – 2013

Singlar
- "Fuck California" / "Carolyn's Booty" – 1993
- "Carolyn's Bootie" / "Candy Cigarette" – 1995
- "Kitty" – 1995
- "Lump" – 1995
- "Nakud & Famus" – 1995
- "Dune Buggy" – 1996
- "Supersonics" – 1996
- "Peaches" – 1996
- "Mach 5" – 1996
- "Volcano" – 1997
- "Tiki God" – 1998
- "Video Killed the Radio Star" – 1998
- "Jupiter" – 2000
- "Last Girl on Earth" – 2000
- "Tiny Explosions" – 2000
- "Some Postman" – 2004
- "Can't Stop (Catchin' 'Em All)" – 2011

Samlingsalbum
- Rarities – 1997
- Pure Frosting – 1998
- Lump – 2000